# Département de Constitución
Pour les articles homonymes, voir Constitución.
Le département de Constitución est une des 19 subdivisions de la province de Santa Fe, en Argentine. Son chef-lieu est la ville de Villa Constitución.
Le département a une superficie de 3 225 km2. Sa population s'élevait à 83 045 habitants en 2001.

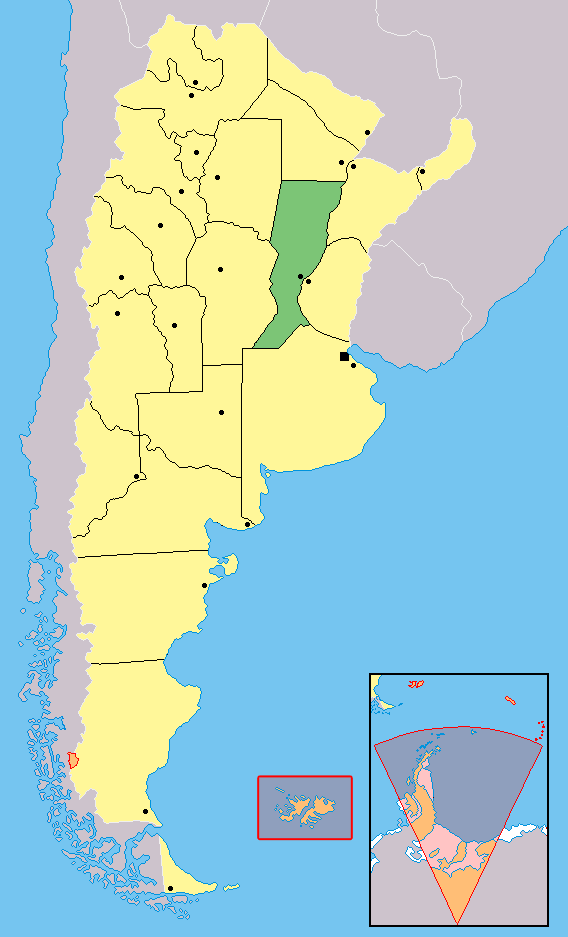
Localisation de la province de Santa Fe en Argentine.